# NCIS (hetedik évad)
Az NCIS című amerikai sorozat hetedik évada 2009. szeptember 22. és 2010. május 25. között adta a CBS. Magyarországon a TV2 mutatta be 2010. március 29. és 2010. december 20. között.
Az évad egyszerre indult a sorozat spin-offja, az NCIS: Los Angeles első évadával. A két sorozat között volt egy crossover epizód is, az NCIS Végzet című epizódjának története ugyanis az NCIS: Los Angeles Gyilkos lövés című epizódjában folytatódik.

## Epizódok
| Eredeti cím | Eredeti bemutató     | Magyar cím            | Magyar bemutató      | #    | Eredeti nézettség (millió fő) |
| --- | -------------------- | --------------------- | -------------------- | ---- | ----------------------------- |
| Truth or Consequences | 2009. szeptember 22. | Szólj igazat!         | 2010. március 29.    | 7x01 | 20.61                         |
| A Gibbs-csapat új ügynököt keres Ziva helyére, azonban Tony úgy dönt, hogy egy kis magánnyomozást folytat az ügyben. Később Abby és McGee is csatlakoznak a nyomozáshoz, és hamarosan kiderítik, hogy Ziva meghalt. Tony azonban nem akarja ennyiben hagyni a dolgot, így a csapat elindul bosszút állni Ziva gyilkosán. McGee-t és Tonyt elkapják, de hamarosan kiderül, hogy Ziva rejtélyes módon életben maradt. |                      |                       |                      |      |                               |
| Reunion | 2009. szeptember 29. | Összejövetel          | 2010. április 12.    | 7x02 | 21.37                         |
| Az NCIS egy hármas gyilkosságban nyomoz, ahol az áldozatok állítólag egy legénybúcsún voltak, ám kiderül, hogy az esküvőt már rég lefújták. Eközben Ziva próbál visszakerülni a csapatba, ám ez nem megy neki olyan könnyen. |                      |                       |                      |      |                               |
| The Inside Man | 2009. október 7.     | A bennfentes          | 2010. április 19.    | 7x03 | 20.70                         |
| A tengerből egy holttest bukkan elő, ami feltehetőleg a Damoklesről származik. Mindenki úgy tudja, hogy a hajón nem maradt túlélő, de az NCIS ismer valakit, aki túlélte a süllyedést. A halott tengerészgyalogos nem vízbefulladt, hanem lelőtték, így az NCIS kérdőre vonja Zivát, aki egy Moszad-ügynökkel együtt túlélte a balesetet, ő azonban nem beszélhet az ügyről, mert azzal hazaárulást követne el. Ziva végül tisztázódik, belőle is hivatalos NCIS-ügynök lesz, és minden kapcsolatot megszüntet a Moszaddal. |                      |                       |                      |      |                               |
| Good Cop, Bad Cop | 2009. október 13.    | Jó zsaru, rossz zsaru | 2010. április 26.    | 7x04 | 21.04                         |
| Halloween előtti éjszakán holtan találnak egy tengerészgyalogost a kocsijában. Kiderül, hogy az áldozatot megmérgezték és megverték még Irakban, mert nagy mókamester volt és a trükkjeivel veszélybe sodorta a társait, azonban úgy tűnik, hogy a halálának nem is a munkájához, inkább a zűrös családjához volt köze. |                      |                       |                      |      |                               |
| Code Of Conduct | 2009. október 20.    | Fegyelmezés           | 2010. május 3.       | 7x05 | 21.25                         |
| Gibbs hajóját megtalálják egy kikötőben két holttesttel a fedélzetén. Kiderül, hogy Gibbs a hajót a keresztlányának, Frank unokájának adta. Mikor azonban Mexikóba érnek, rádöbbennek, hogy Mike Frank egész családjával együtt felszívódott. |                      |                       |                      |      |                               |
| Outlaws and In-Laws | 2009. november 3.    | Családi tusa          | 2010. május 10.      | 7x06 | 20.18                         |
| Egy katonai cirkáló vitorlásra bukkan a nyílt vízen, s a fedélzeten két holttestet találnak. Az NCIS-t riasztják az esethez. Leon gyorsan rájön, hogy Gibbs egyik hajójáról van szó, amelyet még a keresztlányának adott, és Mike Franksnél hagyott Mexikóban. Gibbs és Leon mindent megtesz azért, hogy igazolja: Mike önvédelemből lőtte le a két férfit. |                      |                       |                      |      |                               |
| Endgame | 2009. november 10.   | Végzet                | 2010. május 17.      | 7x07 | 20.96                         |
| Leon Vance személyesen látogat el egy gyilkossági helyszínre, amelyen az egész csapat nagyon meglepődik. Később azonban kiderül, hogy felismerte a módszert, amellyel az orvost meggyilkolták. Kait, a koreai kormány által kiképzett bérgyilkost ugyanis egy korábbi akcióban meglőtte. A csapat rájön, hogy Kai azokon akar bosszút állni, akik érzéketlen gyilkológéppé tették. |                      |                       |                      |      |                               |
| Power Down | 2009. november 17.   | Áramszünet            | 2010. május 31.      | 7x08 | 20.34                         |
| A csapat ezúttal szó szerint a sötétben tapogatózik: egy internetszolgáltató elleni támadás után egész Washingtonban nincs áram. A központban később egy hadnagy holttestére bukkannak, aki maga is részt vett a szabotázsakcióban. Áram nélkül azonban egyetlen elektronikus berendezés sem működik, s a csapatnak régimódi módszerekhez kell folyamodnia. |                      |                       |                      |      |                               |
| Child's Play | 2009. november 24.   | Gyerekjáték           | 2010. augusztus 30.  | 7x09 | 20.35                         |
| Egy kukoricaföld közepén két kisfiú játék közben egy tengerészgyalogos holttestére bukkan. Az őrvezetőt egy póznához kötözték, a fejére zsákot húztak, a jobb kezét pedig levágták. Az NCIS csapata rájön, hogy a férfi kezét ahhoz használták, hogy egy szigorúan őrzött kormányépületbe jussanak be az ujjlenyomatának segítségével. |                      |                       |                      |      |                               |
| Faith | 2009. december 15.   | Hit                   | 2010. szeptember 6.  | 7x10 | 20.69                         |
| Tél van és egy tengerészgyalogost az erdőben halálra fagyva találják az imaszőnyegén. A katona nemrég tért át az iszlám hitre amit édesapja ellenzett, a felesége meg megcsalta, így felkerülnek a gyanúsítottak listájára. A nyomozás közben megérkezik Gibbs apja, hogy a fiával Karácsonyozzon. |                      |                       |                      |      |                               |
| Ignition | 2010. január 5.      | Gyújtás               | 2010. szeptember 13. | 7x11 | 21.37                         |
| Az erdőben két erdész egy holttestet talál. Rövidesen kiderül, hogy a férfi a haditengerészet pilótája volt, aki szabadidejében különböző cégeknél vállalt tesztpilóta feladatokat. A holttest körül hátirakéta darabjait találják meg, ám a két rivális cég számára is ismeretlen alkatrészekre nincs magyarázat. Gibbs ekkor úgy dönt, hogy McGee vezesse a nyomozást. |                      |                       |                      |      |                               |
| Flesh and Blood | 2010. január 12.     | Családban marad       | 2010. szeptember 20. | 7x12 | 20.85                         |
| Saif herceg a Szaúdi királyi családból az Egyesült Államokban tanil a tengerészetnél repülőpilótának, de amikor a testőre a kocsiért megy, az felrobban és életét veszti. Az NCIS védőőrizetbe helyezi a herceget, mivel úgy gondolják hogy merényletet fognak elkövetni ellene. Később megérkezik a bátyja és az apja, valamint az idősebb DiNozzo, Tony apja. |                      |                       |                      |      |                               |
| Jetlag | 2010. január 26.     | Légörvény             | 2010. szeptember 27. | 7x13 | 20.22                         |
| Tony és Ziva azt a feladatot kapja, hogy egy sikkasztási ügy tanúját szállítsák az Államokba Párizsból. Eközben találnak egy halott tengerészgyalogost akiről kiderül hogy, bérgyilkos, valamint a nyomozás során az is, hogy egy másik bérgyilkos ölte meg, hogy ő iktathassa ki a célpontot aki nem más mint Tony-ék tanúja, Így nagyon kell vigyázniuk mert a gyilkos egy gépen van velük. |                      |                       |                      |      |                               |
| Masquerade | 2010. február 2.     | Színjáték             | 2010. október 4.     | 7x14 | 19.23                         |
| A rendőrség egy katona autóját üldözi, ami felrobban. Az NCIS radioaktív anyagot talált a kocsiban de nem volt veszélyes a sugárzás. A nyomozás közben megtalálják a katona öccsét de kiderül, hogy az ügyvéddel tárgyalt aki már korábban megpróbálta akadályozni Gibbs nyomozását. Később Ducky kideríti, hogy a kocsiban nem az autó tulajdonosa ült hanem egy másik katona. Eközben Tony-ék egy raktárra bukkannak ahol nemrég bombát gyártottak. |                      |                       |                      |      |                               |
| Jack-Knife | 2010. február 9.     | Fuvar                 | 2010. október 11.    | 7x15 | 19.75                         |
| Egy országúti fuvarozással foglalkozó vállalat egyik sofőrjét meggyilkolják. A társa, aki évekkel korábban tengerészgyalogosként szolgált, Gibbs segítségét kéri az igencsak zűrösnek tűnő ügyben. Az NCIS azonban ezúttal kénytelen az FBI közreműködésével nyomozni, s ez korántsem alakul zökkenőmentesen. |                      |                       |                      |      |                               |
| Mother's Day | 2010. március 2.     | Anyák napja           | 2010. október 18.    | 7x16 | 19.67                         |
| Gibbs ügynök és csapata ezúttal egy ezredes meggyilkolásának ügyében kezd el nyomozni. A dolog érdekessége, hogy a halott férfi özvegye Gibbs anyósa. Valami azonban nem stimmel a vallomásával, és ez mindenki számára nyilvánvalóvá válik. Kérdés, hogy Gibbs hajlandó-e összetűzésbe kerülni az öregasszonnyal. |                      |                       |                      |      |                               |
| Double Identity | 2010. március 9.     | Kettős élet           | 2010. október 25.    | 7x17 | 19.58                         |
| Amikor egy tengerészgyalogos lövöldözésbe keveredik, majd az életét veszti, természetes, hogy az NCIS csapata kezd bele a nyomozásba. Ám ahogy egyre mélyebbre ásnak az áldozat múltjában, mind különösebb dolgokra bukkannak, s Gibbs és társai számára világosság válik, hogy a tiszt jó ideje kettős életet élt, s viselkedése igencsak rossz fényt vetett a tengerészetre. |                      |                       |                      |      |                               |
| Jurisdiction | 2010. március 16.    | Hatáskör              | 2010. november 8.    | 7x18 | 18.00                         |
| A tengerparton egy több napja halott búvár holttestére találnak. A csapat a partiőrség segítségével kezd nyomozni |                      |                       |                      |      |                               |
| Guilty Pleasure | 2010. április 6.     | Bűnös élvezet         | 2010. november 15.   | 7x19 | 16.45                         |
| Amikor megkéselnek egy tengerészt, a helyszínelés során kiderül, hogy több hasonló eset is történt a közelmúltban. |                      |                       |                      |      |                               |
| Moonlighting | 2010. április 27.    | Másodállás            | 2010. november 22.   | 7x20 | 16.29                         |
| Éjszaka van, egy tengerész épp fut a parton, amikor segélykiáltásokat hall. A hang felé fut, odaér, aki kiabált, lelövi. Másnap az irodában McGee és Tony azon vitatkozik, hogy McGee hogyan ölhetett meg egy éjjel alatt 1000 embert egy videójátékban. Szerinte ki kellene mozdulnia, hogy hús-vér emberekkel találkozzon. Közben Palmer Zivának mutogatja a róla és barátnőjéről készült fotókat. Megjelenik Gibbs, elmondja, hogy találtak egy hullát a tengerparton. Gibbs és Ziva kihallgatja a szemtanúkat, akik két lövést hallottak, majd két fickót elszáguldani egy fekete Lincolnnal. Az áldozat neve Scott Ruebuck, a környéken lakott. A közelben megtalálják az mp3-lejátszóját. A móló alatt találnak egy másik áldozatot, felkötözve, összeláncolva. Az ujjlenyomatvevő nem talál egyezést az adatbázisokban, de piros jelzést mutat, hogy fel kell hívniuk az FBI-t. Ziva felismeri a férfit: Stefano Delmar, bűnöző. Fornell elmegy az NCIS irodájába, elmondja Gibbsnek, hogy Delmar tanú lett volna egy perben. Magával vitte a vallomását. Feladta a társait, be akarták venni a tanúvédelmi programba. Ducky elmondja neki és Gibbsnek, hogy Delmar halálát fulladás okozta, élve dobták a vízbe. Az arcát összeverték és a talpán találnak furcsa sérüléseket. Gibbs szerint tégla van az FBI-nál. Tony, Ziva és McGee átnézik a tanúvédelmi program részleteit. Ami feltűnik, hogy mindegyikőjük listáján szerepel egy biztonsági cég, amelyik poligráfos vizsgálatokat alkalmaz. Gibbs és Fornell felkeresi a bírót, aki Delmar tárgyalását vezette volna. A nő odaadja nekik Delmar teljes vallomását. McGee utánanézett a biztonsági vállalatnak. Talált egy kapcsolatot közte és az NCIS között: a hazugságvizsgálót, Susan Gradyt, aki ő tesztjét is csinálta. Lehet hogy a tégla nem is az FBI-nál van, hanem a biztonsági cégnél. Gibbs és Fornell felkeresi. Miközben beszélgetnek, felrobban a cég épülete. Beviszik az NCIS-központba, McGee hallgatja ki. Vance, Fornell és Gibbs az igazgatói szobából figyelik a kihallgatást. Szerintük a robbantás nem véletlen, azt akarhatták, hogy ne találjanak semmit. Azt találgatják, vajon Susan benne van-e a dologban. Ducky és Palmer a hullák „összerakásával” vannak elfoglalva, Abby pedig próbálja azonosítani az áldozatokat a DNS alapján. Kiderül, hogy egy ember nem volt ott a robbantáskor. McGee felajánlja Susannak, hogy aludjon Abby laborjában. Elmondja neki, hogy az összes céges adat elveszett, valószínűleg ezt akarták elérni. Susan elmondja, hogy az otthoni gépén voltak másolatok az összes anyagból. Abby gépéről próbálnak hozzáférni, de valaki Susan lakásán épp azokat nézegeti. Mielőtt letölthetnék az anyagokat, elviszik Susan gépét. Mire Tony s Ziva kiér, az illető eltűnt. A kamerás felvételek alapján nem sokat látni a férfi arcából, az adatokból pedig csak a cég ügyfeleinek neveit sikerült megszerezni. Majd kiderül, ki is volt a hiányzó ember: az épület gondnoka. Tonyék felkeresik és beviszik kihallgatásra. Elmondja Gibbsnek, hogy pár napja felkereste pár pasas, akiket aztán bejuttatott az épületbe. Szerelőknek adták ki magukat. A pasinak fogalma se volt, hogy mit akarnak tenni. Megadja Gibbsnek a tagok nevét: a Rafferty testvérek voltak a betörők, ők ölték meg Ruebucköt és Delmart, de ők is bent égtek a többi áldozattal együtt. Abby vizsgálata közben az is kiderül, hogy nem embereket akartak ölni a robbanószerrel, hanem a számítógépeket akarták „kisütni”, hogy eltüntessék az információkat. Abbynek sikerül megfejtenie azt a kevés anyagot, amelyet sikerült megszerezni Susan gépéről. A két évvel ezelőtti ügyféllista volt rajta, benne a bírónővel mint ügyféllel. Gibbsék ismét meglátogatják. Elmondja, hogy azért kereste fel őket, hogy megvizsgálják, mielőtt előléptetik. Beviszik poligráfos vizsgálatra. A vizsgálat után összerakják a képet, ő bérelte fel a testvéreket, ő tört be Susan lakására. A rész végén McGee próbálja randevúra hívni Susant, de a lány nemet mond. < |                      |                       |                      |      |                               |
| Obsession | 2010. május 4.       | Megszállottság        | 2010. november 29.   | 7x21 | 15.10                         |
| Craig Hutton tengerészhadnagy az autójával áthajt a másik sávba, és nekihajt egy parkoló autónak egy kórház közelében, és bár a balesetből származó sérülései nem ölik meg, de valami a vérében igen. Miközben próbálják megkeresni a legközelebbi rokonát, a csapat rájön, hogy a férfi nővére Dana Hutton, a népszerű tévériporter. A nő lakását feldúltan találják, és megtudják, hogy a nőnek az elmúlt pár napban semmi nyoma. És ami még furcsább? A nő régi barátja, Charlie Banscom nemrég elhunyt, és a nőre bízta a végrendelete végrehajtását. Rájönnek, hogy Dana arra használta a bátyja engedélyét, hogy információt szerezzen Charlie múltjáról, és Craiget ezért ölték meg. Megtudják azt is, hogy Charlie-nak volt egy kis könyvesboltja, amit Dana most szándékozott eladni. Azonban Dana Charlie halála után megtudta, hogy Charlie nem egy egyszerű könyvesbolt-tulajdonos volt, hanem egy korábbi orosz KGB-ügynök. A nyomozás során Tonyt egyre inkább elbűvöli, amit Danáról megtud, bár még soha nem találkoztak. Abby és Ducky rájönnek, hogy Craigbe befecskendeztek egy mikroszkopikus méretű ricingolyócskát – hidegháborús KGB-s fegyver – aminek nincs ellenszere. Az áldozatok három napon belül meghalnak, miközben fogalmuk sincs róla, hogy mi történik. Amikor Tony végül a nyomára akad Danának, kiderül, hogy nemrég neki is ugyanilyen ricint fecskendeztek a szervezetébe. Gibbs talál egy mikrokártyát az üzletben, valamint egy listát, amin Charlie mindenkit vezetett, akivel üzletelt. A listán szerepel Maggie Reed is, az ingatlanügynök, aki a könyvesboltot mutatta meg a lehetséges vevőknek. Kiderül, hogy Maggie meg akarta szerezni Charlie pénzét, és Dana meg a bátyja az útjában álltak, ezért elhallgattatta őket. Nem tudta, hogy a pénz a szeme előtt van, ugyanis Charlie a pénzből különleges első kiadású könyveket vett, amiket az üzletében állított ki. Eközben Vance bemutatja Gibbsnek Alejandro Juarezt, a mexikói igazságügyi minisztérium vezetőjét, valamint tájékoztatja arról, hogy Allison Hart ideiglenes alkalmazotti státuszt kapott az NCIS-nél. Juarez csodálatát fejezi ki Abby munkája iránt, és felkéri a lányt, hogy menjen el Mexikóba és beszéljen egy konferencián. |                      |                       |                      |      |                               |
| Borderland | 2010. május 11.      | Határeset             | 2010. december 6.    | 7x22 | 17.23                         |
| Az NCIS csapata Ray Collins tizedes halálának ügyében nyomoz, akinek a testét és levágott lábait egy kukában találják meg. A férfi órájába épített GPS alapján eljutnak egy hatalmas teherautóhoz, amelynek a rakterében vágóasztalokat találnak és tíz levágott emberi láb maradványait láncra felfüggesztve. Az áldozatok mindegyike egy motoros banda tagja, amit a lábaikon lévő tetoválásokból állapítanak meg. Nagyon úgy fest a helyzet, hogy a csapatnak egy sorozatgyilkossal van dolga. Tony és Ziva magánnyomozásának köszönhetően a bizonyíték rámutat arra, hogy Collins áll a gyilkosságok mögött. Rájönnek, hogy Collins a mexikói drogkartellnek dolgozott, és az áldozatai lábait azért vágta le, hogy bebizonyítsa a kartellnek, hogy elvégezte a rábízott munkát. Azonban úgy néz ki, Collinsnak versenytársa akadt, mert valaki ugyanúgy ölte meg őt, ahogy ő az áldozatait. A gyilkos gyilkosáról pedig kiderül, hogy nem más, mint a korábban olyan segítőkész bártulajdonos, Velvet, aki a rivális drogkartellnek dolgozik. Alejandro Rivera kérésére a mexikói igazságügy meghívja Abbyt, hogy beszéljen egy törvényszéki konferencián Mexikóban. Vance elmondja Abbynek, hogy McGee lesz a kísérője. Mexikóban Abby előadást tart a diákoknak, és prezentációjául egy 20 éves megoldatlan gyilkossági ügyet választ. Húsz évvel ezelőtt a drogkereskedő Pedro Hernandezt lelőtték. A gyilkosság helyszínén Abbyt, McGee-t és a diákokat sarokba szorítja Paloma Reynosa, a Reynosa drogkartell vezetője. Amikor Paloma megtudja, hogy Abby miért van ott, átadja neki az orvlövész által használt golyót, amit a nyakláncán hord a nyakában – és hátrahagyva a bizonyítékot távozik. Abby exhumáltatja Pedro testét, és visszaviszi magával Washingtonba további vizsgálatok céljából. Megerősítést nyer, amit már előtte is sejtett: Hernandez gyilkosa nem más, mint Leroy Jethro Gibbs. |                      |                       |                      |      |                               |
| Patriot Down | 2010. május 18.      | Bukott hazafi         | 2010. december 13.   | 7x23 | 15.96                         |
| Az epizód elején Gibbs a mexikói tengerparton egy férfi holttestét találja, arccal lefelé a homokban. Ekkor egy férfi fegyvert nyom Gibbs fejéhez. Négy nappal korábban: A csapat Lara Macy gyilkossági ügyében nyomoz, akinek a maradványait egy grillező gödörben találják meg Annapoliszban – az NCIS-hez tartozó helyen. Macy a megölése előtt Kaylen Burrows tengerésztiszt megerőszakolásának ügyében nyomozott, ami felveti azt a lehetőséget, hogy talán az erőszakoló a gyilkosa. A bizonyítékok Taylor Hammondhoz, egy elit főiskolai hallgatóhoz vezetnek, aki ugyanabban a bárban volt Franciaországban, ahol Burrows is, amikor megerőszakolták. Az ügy zavarosabbá válik, amikor a csapat megtudja, hogy Burrowst nemcsak Tyler, hanem Tyler apja, Randall Hammond, az iparmágnás is bántalmazta. De nem öltek meg senkit. Ducky felfedezi, hogy az a penge, amivel elmetszették Macy torkát, hadseregben használt kés, és a vágás pontossága, brutalitása és profisága arra utal, hogy katona ölte meg a nőt. Gibbs ráébred arra, amit eddig is gyanított: Macy megölésének semmi köze az erőszakhoz, hanem sokkal inkább hozzá van köze. Tony elmegy Macy anyjához, aki elmondja, hogy nemrég ott járt egy férfi, akit azt állította, hogy az NCIS-nek dolgozik, és elvitt néhány jegyzetet Macy holmijai közül. Gibbs megpróbálja utolérni Mike Frankset Mexikóban, de nem jár sikerrel, ezért üzenetet hagy neki, hogy alkalmazza a 44. számú szabályt. Vance kényszeríti Allison Hartot, hogy rájöjjenek végre Bell ezredes szándékaira, és megtudják, hogy Bell már hónapok óta gyűjtögette az információkat Gibbsről. Rájönnek, hogy Macy gyilkosa a dicstelenül leszerelt korábbi tengerész hadnagy, Dean, Bell ezredes jobbkeze. Ő az, aki fegyvert fog Gibbs fejéhez az epizód végén… de szerencsére kiderül, hogy Gibbs nem Franks holttestére akadt rá, hanem Bell ezredesére. Eközben Vance jóváhagyja, hogy Pedro Hernandez testét visszaszállítsák Mexikóba, amint Abby lezárja a megoldatlan ügyet, amin dolgozott. Azonban Abby még mindig tépelődik, hogy mit tegyen az aktával, hiszen abból kiderülne, hogy Gibbs ölte meg Hernandezt. |                      |                       |                      |      |                               |
| Rule Fifty-One | 2010. május 25.      | Az 51-es szabály      | 2010. december 20.   | 7x24 | 16.30                         |
| Az előző rész folytatása! Gibbst Mexikóban fogva tartja Paloma Reynosa, a Reynosa drogkartell feje. Paloma Pedro Hernandez lánya, a díleré, akit Gibbs ölt meg évtizedekkel korábban. J. P. Dean hadnagy, aki Bell ezredes jobbkeze volt, aki elfogta Gibbst Frank háza előtt, és átadta őt Reynosának. Kiderül, hogy Alejandro Rivera nem más, mint Paloma Reynosa bátyja, és hogy a férfi korrupt. Mindketten azt akarják, hogy Gibbs szenvedjen, amiért megölte az apjukat. Alejandro mexikói bíróságon elé akarja vinni Gibbst gyilkosságért, és már csak Abby jelentésére vár. Megfenyegetik Gibbst, hogyha nem teszi azt, amit mondanak neki, akkor megölnek mindenkit, akit szeret, csakhogy szenvedni lássák. Vance átküldi a csapatot Mexikóba, akik megtalálják a holttesteket Franks háza előtt, amikor pedig Ziva és Tony megérkeznek, odaér Gibbs is. Tony és Ziva gyanítják, hogy Gibbs veszélyben van, amikor megemlíti a 41. számú szabályt: „Ha úgy tűnik, hogy valaki el akar kapni téged, akkor az úgy is van.” Vajon Gibbst tényleg elengedték vagy csak tesztelik? Tűzharc tör ki Dean hadnagy és az NCIS között, amikor a hadnagy repülője leszáll Virginiában, az NCIS túlerőben van, Dean fel akarja adni magát, de végül megölik. Gibbs lemegy a bizonyítéktárolóba, és elővesz egy titkos rekeszből egy csomagot, ahol a testeket tárolták. Drogfutárként próbálják használni Gibbst tesztelésképpen? Az epizód végén Vance Tonyt jelöli ki, hogy menjen Mexikóba és vadássza le Alejandrót, ahol Tonyt megállítja Franks, aki szintén Alejandro fejére hajt. Allison Hart megakadályozza, hogy Abby aktáját, amelyben Gibbst azonosítja Pedro Hernandez gyilkosaként, elküldjék Riverának. Gibbs újraértékeli a szabályait és hozzáír egy újat: 51. szabály: Néha hibázol. Az utolsó jelenetben pedig azt láthatjuk, hogy Paloma Reynosa besétál Gibbs apjának az üzletébe Stillwaterben. |                      |                       |                      |      |                               |